# Arrondissement de Tours
L'arrondissement de Tours est une division administrative française, située dans le département d'Indre-et-Loire et la région Centre-Val de Loire.

## Géographie

### Composition
Au 1er septembre 2017, l'arrondissement de Tours est redessiné. Il couvre le territoire de Tours Métropole Val de Loire, de la communauté de communes Touraine Vallée de l'Indre et de la communauté de communes Touraine-Est Vallées.

### Découpage communal depuis 2015
Depuis 2015, le nombre de communes des arrondissements varie chaque année soit du fait du redécoupage cantonal de 2014 qui a conduit à l'ajustement de périmètres de certains arrondissements, soit à la suite de la création de communes nouvelles. Le nombre de communes de l'arrondissement de Tours est ainsi de 123 en 2015, 123 en 2016 et 54 en 2017.
Au 1er janvier 2024, l'arrondissement groupe les 54 communes suivantes :
1. Artannes-sur-Indre
2. Azay-le-Rideau
3. Azay-sur-Cher
4. Ballan-Miré
5. Berthenay
6. Bréhémont
7. Chambray-lès-Tours
8. Chançay
9. Chanceaux-sur-Choisille
10. La Chapelle-aux-Naux
11. Cheillé
12. Druye
13. Esvres
14. Fondettes
15. Joué-lès-Tours
16. Larçay
17. Lignières-de-Touraine
18. Luynes
19. La Membrolle-sur-Choisille
20. Mettray
21. Monnaie
22. Montbazon
23. Montlouis-sur-Loire
24. Monts
25. Notre-Dame-d'Oé
26. Parçay-Meslay
27. Pont-de-Ruan
28. Reugny
29. La Riche
30. Rigny-Ussé
31. Rivarennes
32. Rochecorbon
33. Saché
34. Saint-Avertin
35. Saint-Branchs
36. Sainte-Catherine-de-Fierbois
37. Saint-Cyr-sur-Loire
38. Saint-Étienne-de-Chigny
39. Saint-Genouph
40. Saint-Pierre-des-Corps
41. Savonnières
42. Sorigny
43. Thilouze
44. Tours
45. Truyes
46. Vallères
47. Veigné
48. Véretz
49. Vernou-sur-Brenne
50. Villaines-les-Rochers
51. Villandry
52. La Ville-aux-Dames
53. Villeperdue
54. Vouvray

## Démographie

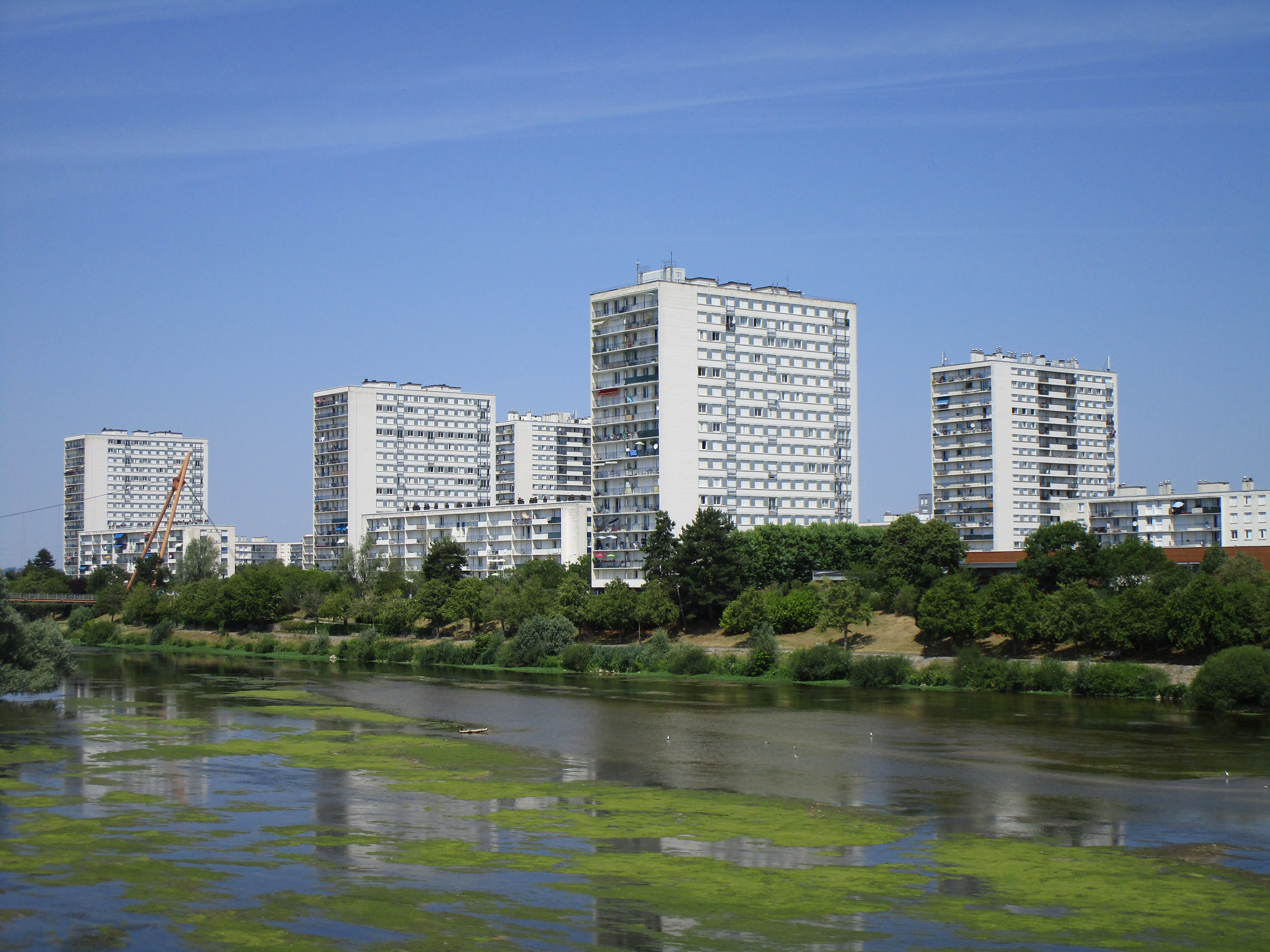
La ville de Tours est au cœur de l'arrondissement.

### Évolution démographique
En 2022, l'arrondissement comptait 394 832 habitants.
| 1968    | 1975    | 1982    | 1990    | 1999    | 2006    | 2011   | 2016    | 2021    |
| ------- | ------- | ------- | ------- | ------- | ------- | ------ | ------- | ------- |
| 307 262 | 353 140 | 378 377 | 400 882 | 424 651 | 447 486 | 50 945 | 384 117 | 392 030 |

| 2022    | - | - | - | - | - | - | - | - |
| ------- | - | - | - | - | - | - | - | - |
| 394 832 | - | - | - | - | - | - | - | - |

### Pyramide des âges
| Hommes | Classe d’âge | Femmes |
| ------ | ------------ | ------ |
| 0,4    | 90 ans ou +  | 1,3    |
| 6,1    | 75 à 89 ans  | 9,2    |
| 12,4   | 60 à 74 ans  | 13,4   |
| 20,4   | 45 à 59 ans  | 19,9   |
| 20,6   | 30 à 44 ans  | 19,4   |
| 21,1   | 15 à 29 ans  | 20,7   |
| 18,9   | 0 à 14 ans   | 16,2   |

| Hommes | Classe d’âge | Femmes |
| ------ | ------------ | ------ |
| 0,5    | 90 ans ou +  | 1,4    |
| 6,8    | 75 à 89 ans  | 9,8    |
| 13,1   | 60 à 74 ans  | 13,9   |
| 20,7   | 45 à 59 ans  | 20,1   |
| 20,4   | 30 à 44 ans  | 19,3   |
| 19,6   | 15 à 29 ans  | 19,1   |
| 18,8   | 0 à 14 ans   | 16,4   |

## Représentation
| Période | Période | Identité                         | Fonction précédente | Observation |
| ------- | ------- | -------------------------------- | ------------------- | ----------- |
| 1811    | 1815    | Claude-René Bacot de Romand      |                     |             |
| 1821    | 1830    | Augustin Duchamp de La Frillière |                     |             |